# Mylène d'Anjou
 (février 2019).
Si vous disposez d'ouvrages ou d'articles de référence ou si vous connaissez des sites web de qualité traitant du thème abordé ici, merci de compléter l'article en donnant les références utiles à sa vérifiabilité et en les liant à la section « Notes et références ».
Pour les articles homonymes, voir Anjou (homonymie).
Mylène d'Anjou, née le 20 janvier 1966 à Hoogvliet,,, est une actrice, chanteuse et artiste de cabaret néerlandaise.

## Filmographie[4]

### Cinéma et téléfilms
- 1990 : Mag het iets meer zijn? (nl) : Roos Klerekoper
- 1991 : How to Survive a Broken Heart : Iris
- 2001 : L'Ascenseur : Niveau 2 : La femme enceinte n°3
- 2009 : Gebak van Krul (nl) : Karin Krul
- 2011 : Goede tijden, slechte tijden : Jet Huisman
- 2011-2012 : Hoe overleef ik? (nl) : La voisine n°2
- 2012 : Schuld een roadmovie naar andermans geluk : Marie
- 2012-2017 : Komt een man bij de dokter (nl) : Mme Masselink
- 2014 : Flikken Maastricht : Betty van Gerwen

## Théâtre

### Pièces et comédies musicales
- 1990-1991 : Winnetou's Testamentina
- 1991-1992 : De ingebeelde ziekte
- 1992-1993 : Wilt u zitten? Ik kan staan!
- 1993-1994 : Pinocchio
- 1994-1995 : Heksen
- 1995 : Klem
- 1996 : Platina
- 1998-2000 : Hemelse Mother
- 2000-2001 : Stuk
- 2001-2002 : Tijgerin op sloffen
- 2003-2004 : Star
- 2004-2005 : Los
- 2005-2006 : Zing-vecht-huil-bid-lach-werk en bewonder
- 2006-2008 : Niet van gisteren
- 2008 : The World Goes Round
- 2008 : Ciske de Rat
- 2009-2010 : Mamma Mia !
- 2011 : Herinnert U Zich Deze Nog?!
- 2012 : Groenendijk & d'Anjou doen een duet
- 2012 : Wordt u al geholpen?
- 2013 : Hufterproof
- 2013-2014 : Powervrouwen.
- 2014 : De Vagina Monologen
- 2014 : Van Nes en Dan'jou, zingend de nacht in.
- 2015 : Grease
- 2018 : Le Roux & d'Anjou
- 2018-2019 : The Addams Family